# William Sheldon
William Herbert Sheldon (* 19. November 1898 in Warwick, Rhode Island; † 16. Oktober 1977 in Cambridge, Massachusetts) war ein US-amerikanischer Mediziner und Psychologe.

## Werdegang
Sheldon studierte an der University of Chicago, wo er 1926 den Grad eines Doktors in Psychologie und 1933 der Medizin erlangte. Hiernach war er an unterschiedlichen Universitäten tätig, bis er 1951 Professor der medizinischen Fakultät der University of Oregon und Leiter der Universitätsklinik wurde. Im gleichen Jahr wurde er auch Forschungsdirektor der Biological Humanics Foundation in Cambridge (Massachusetts). Er war bis 1970 universitär tätig.
Er stellte 1942 in seiner Konstitutionstypologie Körperformen entsprechende physische und psychische Eigenschaften gegenüber und unterteilte Menschen aufgrund ihres Körperbaus in die drei Kategorien:
- endomorph (adipös, weich, rund)
- mesomorph (muskulös, athletisch, stark)
- ektomorph (dünn, groß, anfällig).

Sheldon postulierte, dass endomorphe Menschen entspannt und gesellig sind, mesomorphe Menschen seien körperbetont, voller Energie und Durchsetzungswillen, ektomorphe Menschen hingegen intellektuell, künstlerisch begabt und introvertiert.
Sheldons Körpertypen stellten sich als wenig brauchbar für die Vorhersage des Verhaltens einer Person heraus, finden aber noch heute Anwendung in der Sportmedizin zur Erstellung von Trainingsprogrammen.

## Veröffentlichungen
- William Herbert Sheldon: Psychology and the Promethean Will. 1. Auflage. Harper & Brother, 1936.
- William Herbert Sheldon, Stanley Smith Stevens, William Boose Tucker: The Varieties of Human Physique: An Introduction to Constitutional Psychology. 4. Auflage. Harper, 1940.
- William Herbert Sheldon, Stanley Smith Stevens: The varieties of temperament: a psychology of constitutional differences. 1. Auflage. Harper & Brother, 1942.
- William Herbert Sheldon, Emil M. Hartl: Varieties of delinquent youth: an introduction to constitutional psychiatry. 1. Auflage. University of California, 1949.
- William Herbert Sheldon, C. Wesley Dupertuis, Eugene McDermott: Atlas of Men: A Guide for Somatotyping the Adult Male at All Ages. 1. Auflage. Harper, 1954.
- William Herbert Sheldon: Penny Whimsy: A Revision of Early American Cents, 1793–1814. 1. Auflage. Harper & Row, 1958.
- William Herbert Sheldon: The Varieties of Human Physique: An Introduction to Constitutional Psychology. 1. Auflage. Hafner Pub, 1963.